# 山本泰照 (龍笛奏者)
山本 泰照（やまもと やすてる）は、日本の龍笛奏者、神職。

## 経歴
喜茂別町出身。
大学入学後明治神宮で実習生として奉職し、在学中に雅楽を習い始める。
昭和50年（1975年）、北海道神宮に奉職。7年間の奉職ののち、喜茂別町の神社に奉職、宮司となった。昭和62年（1987年）には北海道の雅楽講師に選任された。
平成13年（2001年）、北海道雅楽振興会講師に就任した。
平成22年（2010年）8月21日・22日からは御園神社例大祭・鈴川八幡神社例大祭、28日・29日には比羅夫神社例大祭・双葉神社例大祭、29日にはまた御園神社遷霊祭・合祀祭、9月1日には尻別八幡神社例大祭、3日・4日には上喜茂別神社例大祭、4日にはまた知来別神社例大祭、4日・5日には喜茂別神社例大祭がそれぞれ執り行われ、泰照が各社の兼任宮司としてそれぞれに奉仕した。その後、北門神社宮司に転任、第8代目の宮司となった。
平成30年（2018年）5月12日、第26寿久丸の命名・進水式にて神事を斎行、船上に登って祈祷した。
令和2年（2020年）3月1日、浄階に昇格した。また神職身分一級に至った。浄階・一級の両者を保持するのは宗谷管内では初めてとなる。3月19日に授与式が行われる予定であったが新型コロナウイルス感染症の影響で延期され、5月14日に証書が届いた。
令和4年（2022年）10月1日、3期目となる稚内市教育委員会教育長職務代理者に就任した。

## 出演

### テレビ番組
- 『ブラタモリ』第247回「北海道・稚内」（2023年9月16日、NHK総合）

### ラジオ番組
- 『学びふるさと再発見＠稚内』（2013年8月1日 - 29日、エフエムわっかない） - ゲスト出演[* 4]
  - 「北門神社を探訪する(1)」（2013年8月1日）
  - 「北門神社を探訪する(3)」（2013年8月15日）
  - 「北門神社を探訪する(4)」（2013年8月22日）
  - 「北門神社を探訪する(5)」（2013年8月29日）
- 『日本最北のお社・北門神社　山本宮司に聞く』（2020年5月28日、エフエムわっかない）[* 5]

### イベント
- 「ユビキタス～偏在～」特別イベント「稚内で生まれた音楽と写真の対話」（2014年4月5日、スタイルK） - ゲスト出演[* 6]
- hajime×EBINA EVENT HALL Presents『音と声の点描画』（2015年2月15日、えびなイベントホール） - ゲスト出演[* 7]

### 書籍出典
1. 1 2  『稚内の教育』第189号, p. 1.
2. ↑  『広報きもべつ』2010年10月号, pp. 8–9.
3. ↑  『神社新報』令和2年3月16日, p. 1, 「浄階検定の合格者　三十三人に階位授与」.

### サイト出典
1. 1 2 3 4 5 6 7 8 9 10 11  「山本宮司に栄誉　神社本庁から浄階、神職１級にも昇格」『稚内プレス』稚内プレス社、2020年5月18日。オリジナルの2020年5月19日時点におけるアーカイブ。
2. ↑  「「第２６寿久丸」が進水：瀬戸漁業バージ船　竣工待ち６月稼働」『北海道石油新聞』北海道石油新聞社、2018年5月20日。オリジナルの2023年9月17日時点におけるアーカイブ。
3. ↑  “教育長及び教育委員の紹介”. 稚内市役所.   稚内市. 2023年9月18日時点のオリジナルよりアーカイブ。2023年9月18日閲覧。
4. ↑  “2013年08月の放送”. 学びふるさと再発見＠稚内.  エフエムわっかない. 2015年5月31日時点のオリジナルよりアーカイブ。2023年9月18日閲覧。
5. ↑  “特別番組「日本最北のお社・北門神社　山本宮司に聞く」放送！”.   エフエムわっかない (2020年5月26日). 2023年9月17日時点のオリジナルよりアーカイブ。2023年9月18日閲覧。
6. ↑  「写真と音楽のコラボ　スタイルＫで矢吹さんの写真展」『稚内プレス』稚内プレス社、2014年4月5日。オリジナルの2016年4月13日時点におけるアーカイブ。
7. ↑  “EBINA EVENT HALLコンサート履歴”.   えびなイベントホール. 2023年2月4日時点のオリジナルよりアーカイブ。2023年9月18日閲覧。